# Solange Ebondji
Solange Hélène Caroline Ebondji, née le 6 avril 1987 à Yaoundé, est une joueuse camerounaise de basket-ball évoluant au poste d'arrière.

## Carrière
Elle participe à trois éditions du Championnat d'Afrique avec l'équipe du Cameroun, terminant septième en 2009, sixième en 2011 et dixième en 2019.
Elle évolue en club à l'Abidjan Basket Club.